# Those Love Pangs
Those Love Pangs, també titulada “The Rival Mashers”, és una pel·lícula muda de la Keystone escrita i dirigida per Charles Chaplin i protagonitzada per ell mateix i Chester Conklin. D’una bobina de durada (uns dotze minuts), es va estrenar el 10 d’octubre de 1914.

## Argument
Charlot es baralla amb un rival per aconseguir l'atenció de la patrona on viuen. Primer ho intenta el rival però mentre parla amb la patrona des de l’altra banda de la cortina Charlot li clava una forquilla al cul fent-lo saltar, cosa que provoca que la patrona s’enfadi. Poc després, mentre Charlot parla amb la patrona el rival el paga amb la mateixa moneda. La patrona s'enfada de nou i s'allunya. Després de barallar-se, els dos rivals marxen de passeig.
Charlot es queda a l’entrada d'un bar i el rival segueix caminant cap a un parc on es troba amb una noia rossa. Abans d’entrar, una noia morena passa per davant seu i el mira per lo que Charlot la segueix i intenta flirtejar amb ella fins que apareix el seu xicot, alt i fort, que provoca la seva retirada. Un cop al parc, Charlot es retroba amb la parella però aconsegueix fugir de nou. També descobreix que la noia rossa està declarant el seu amor al seu rival. Charlot està gelós dels altres dos homes i desesperat es vol tirar al llac, cosa que un policia evita. Posteriorment provoca el noi alt i fort i aconsegueix que acabi caient al llac. A continuació descobreix que el seu rival festeja amb les dues noies a la vegada i s’hi baralla fins deixar-lo fora de combat. Segueix les dues noies a un cinema, s'asseu entre elles i finalment aconsegueix la seva atenció. El xicot i el rival entren al cinema i descobreixen Charlot entre les seves xicotes provocant el caos en el cinema.

## Repartiment
- Charles Chaplin (Charlot)
- Chester Conklin (Rival)
- Cecile Arnold (noia rossa)
- Vivian Edwards (noia morena)
- Helen Carruthers (propietària)
- Edwin Frazee (policia)
- Fred Hibbard (xicot de la noia morena)
- Harry McCoy (al cinema)
- Fritz Schade (al cinema)
- George “Slim” Summerville (al cinema)
- Billy Gilbert (al cinema)